# Рено де Даммартен
Рено де Даммартен (фр. Renaud de Dammartin; ок. 1165/1170 — 21 апреля 1227) — граф Даммартена 1200—1214, граф Булони 1190—1212, граф Омаля 1204—1206, граф Мортена 1206—1212, старший сын графа Даммартена Обри III и Матильды (Мабиль) де Клермон. Рено был одним из знатнейших сеньоров в северной Франции. Друг детства короля Франции Филиппа II Августа, Рено стал в итоге его личным врагом. Однако созданная им антифранцузская коалиция была разбита в битве при Бувине в 1214 году, а сам он попал в плен и умер в заключении.

## Биография

### Молодые годы
Рено происходил из знатного французского рода. Его отец Обри III владел графством Даммартен с центром в городе Даммартен-ан-Гоэль в Иль-де-Франс, — его сюзеренами являлись короли Франции, и Лилльбонном в Нормандии, по которому был вассалом короля Англии. Мать Рено, Мабиль де Клермон, происходила из рода графов Клермон-ан-Бовези.
Точная дата рождения Рено не известна: вероятно между 1165 и 1170 годами. Он был старшим из троих сыновей, также у него было три или четыре сестры. Детство Рено провёл при французском королевском дворе, входя в окружение молодой королевы Изабеллы де Эно, с которой находился в родстве. Он был ровесником короля Филиппа II Августа и завязал с ним дружеские отношения. Тот собственноручно посвятил Рено в рыцари.
Однако в 1186 году отец Рено Обри III вступил в конфликт с Филиппом II Августом и бежал в Англию. За ним последовал и Рено. Графство Даммартен было конфисковано, но король Англии Генрих II Плантагенет в качестве компенсации даровал Обри земли в Норфолке и Саффолке.
Обри и Рено принимали участие в войне, которую Генрих II вёл против собственного сына Ричарда Львиное Сердце, графа Пуатье, поддерживавшегося Филиппом II Августом. Весной 1189 года Рено отличился при защите Ле Мана, который осаждал Ричард. Однако в том же году Генрих II умер. Ему наследовал Ричард (как старший из оставшихся в живых сын), заключивший мир с воевавшими против него сеньорами. Благодаря этому Обри сохранил Лильбонн в Нормандии.
В 1189 году начался Третий крестовый поход, в котором собрались принять участие короли Франции и Англии. Был объявлен мир, и Рено воспользовался им, чтобы вернуться во Францию, где Филипп II Август женил его на своей родственнице Марии де Шатильон, дочери Ги II де Шатильона, сеньора де Шатильон-сюр-Марн, и Алисы де Дрё, двоюродной сестры короля.

### Спор за Булонь
В 1190 году Рено вмешался в спор за графство Булонь. Оно в это время находилось под управлением Иды Лотарингской, старшей дочери Матье Эльзасского и Марии Булонской. К тому моменту Ида уже успела трижды овдоветь. На руку вдовой графини было много претендентов, среди которых выделялся Арнольд, сын и наследник графа Гина Бодуэна II Великолепного. Владения графов Гина примыкали к Булонскому графству, а их двор считался одним из самых блестящих во Франции. При этом графы Гина были вассалами графа Фландрии и, кроме того, имели владения в Англии. Перспектива перехода Булони под управление графов Гина не отвечала интересам Филиппа II Августа, и он решил, что лучшим претендентом будет Рено де Даммартен. Его кандидатуру поддержала и королева Изабелла. Препятствие заключалось в том, что Рено был женат, но это его не остановило — он развёлся с Марией, из-за чего нажил себе могущественных врагов в лице её родственников из дома де Дрё.
Однако первая попытка сватовства Рено к Иде окончилась неудачно. Первоначально она согласилась принять руку Рено при условии, что даст согласие её дядя и сюзерен — граф Фландрии Филипп Эльзасский; однако тот выступил против брака племянницы с родственником короля Франции. В итоге Ида остановила свой выбор на Арнольде де Гине, кандидатура которого полностью отвечала интересам графа Фландрии, и начала переговоры о браке. Она встречалась с Арнольдом несколько раз; после того, как её посланник неожиданно заболел и умер в замке Ардр, где жил Арнольд, Ида приехала и туда.
Но Рено не отступился от намерения жениться на Иде. Для этого он организовал похищение графини из замка, где та жила, и отправился с ней в Лотарингию, где поместил в заключение в поместье Риста. Арнольд де Гин, получивший от Иды письмо с признанием в любви и жалобами на насилие, поехал за ней, надеясь её освободить. Однако Ида вскоре примирилась с Рено и рассказала ему о письме. Поэтому Арнольда ждала ловушка — как только он появился в Вердене, его схватили по приказу епископа города Альберта II и отправили в заключение. Только благодаря вмешательству архиепископа Реймса Гильома, который пожаловался архиепископу Трира, Арнольд был освобождён.
Король Филипп II Август помочь Рено не мог, поскольку летом 1190 года присоединился к Третьему Крестовому походу. Однако туда же отправился и граф Фландрии Филипп, назначивший управляющим Булонью графа Лувена Генриха I, женатого на сестре Иды, в качестве залога за деньги, взятые у него для финансирования участия в крестовом походе. Генрих назначил своим представителем в графстве Жиля де Азебрука. Но в это время из Лотарингии вернулся Рено, женившийся на Иде. Ему удалось подчинить себе Булонь, а Жиль де Азебрук был схвачен и заключён в замок Етапль. Хотя граф Бодуэн II де Гин, желавший отомстить за унижение сына, вторгся в Булонское графство и освободил Жиля де Азебрука, он так и не смог помешать Рено стать хозяином в графстве. Однако угроза нападений графа Гина сохранялась, тем более что тот стал укреплять замок Сангалт на границе с Булонским графством, располагавшийся по пути из Булони в Кале. Рено попытался помешать строительству, но успехов не добился.
1 июля 1191 года во время Крестового похода умер граф Фландрии Филипп. Прямых наследников он не оставил. Фландрию от имени жены унаследовал граф Эно Бодуэн V, отец недавно умершей королевы Изабеллы де Эно. Новый граф Фландрии вскоре признал законным брак между Рено и Идой Булонским и подтвердил права Рено на Булонь, проигнорировав требования Генриха Лувенского.
Король Филипп II Август в том же 1191 году покинул армию крестоносцев и вернулся во Францию. 25 декабря он уже был в Фонтебло, куда поспешили Рено и Ида. Там они принесли королю оммаж за Булонь. Согласно заключённому договору Рено согласился передать принцу Людовику область вокруг Лана. Она вошла в графство Артуа, которое король образовал из земель, отобранных у Фландрии как наследство своей жены и передал принцу Людовику.

### Граф Булони
С самого начала своего правления в Булони Рено быстро получил репутацию любителя денег, причём часто для их добывания он не брезговал прямым разбоем: не останавливался перед грабежом монастырских земель, присваивая зерно и скотину, которые потом продавал. Иногда обирал путешественников. Очень много шума наделала история, приключившаяся с бывшим канцлером короля Англии Ричарда I епископом Или Уильямом де Лоншаном. Он был регентом Англии во время отсутствия короля, но возбудил ненависть баронов и был вынужден бежать, решив искать убежища во Франции. Уильям де Лоншан высадился на территории графства Булонь, но тут же оказался схвачен графом Рено, который ограбил епископа, отобрав у него лошадей, вещи и предметы культа. Рено присвоил даже епископское облачение Уильяма де Лоншана. После жалобы последнего архиепископ Реймса потребовал от Рено возвращения похищенного и пригрозил ему отлучением, но граф так ничего и не вернул.
Отношения с аббатствами на территории графства также были сложными. Так, Ида Булонская подтвердила дарения аббатству Клермаре, сделанные ещё её родителями. Это вызвало крайнее неудовольствие Рено, в результате чего Ида была вынуждена отменить своё решение. Но аббат Жерар обратился с жалобой к папе Целестину III, который буллой от 4 марта 1192 года подтвердил право аббатства Клермаре на дарения. Рено долго сопротивлялся этому решению, однако два года спустя был вынужден уступить. Больше повезло аббатству Сен-Берлин, однако для подтверждения своих прав на дарения аббату пришлось заплатить Рено. Много проблем было у аббатства Андре, которое располагалось на территории графства Гин, но имело также владения в графстве Булонь. Рено, враждовавший с графом Гина, присвоил себе земли аббатства в пределах своего графства. В результате аббат Пьер был вынужден эти земли выкупить.

### Между Францией и Англией
В 1194 году король Англии Ричард I, который провёл несколько лет в плену в Австрии, вернулся в своё королевство. С этого момента начался его конфликт с Францией. Иоанн Безземельный, младший брат Ричарда и фактический правитель Англии в его отсутствие, по договору, заключённому в январе 1194 года, передал Филиппу II Августу ряд замков в Нормандии. Ричард отказался признать этот договор, в результате чего начался военный конфликт. Обе стороны стали искать себе союзников. Для Филиппа II Августа было важно иметь крепкую поддержку против графа Фландрии — им с 15 ноября 1194 года являлся Бодуэн IX (VI), старший сын Бодуэна V, недовольный потерей Артуа. Кроме того, коммерческие интересы Фландрии сближали Бодуэна с Англией.
20 августа 1195 года Филипп II Август выдал замуж свою единокровную сестру Адель за графа Понтье Гильома II, надеясь, что тот, связанный узами крови, станет союзником Франции.
В июне 1196 года в Компьене Филипп II Август созвал ассамблею. Там ему принёс оммаж за Фландрию граф Бодуэн IX (впрочем, это не помешало ему заключить 8 сентября 1196 года договор о союзе с Иоанном Безземельным). Также король потребовал повторной клятвы от Рено. По этому случаю вернулся во Францию получивший прощение отец Рено граф Обри III, который принёс оммаж за графство Даммартен.
В 1197 году Рено находился при дворе Филиппа II Августа в Компьене. Там он поссорился с Гуго IV, графом де Сен-Поль. Между ними началась драка, но король и придворные растащили противников. Тем не менее Рено обиделся на короля, считая, что тот помешал ему отомстить за себя.
С этого момента Рено начал отдаляться от короля. В июне 1197 года он помирился со старым врагом — графом Гина Бодуэном II, после чего сблизился с графом Фландрии Бодуэном IX, который хоть и признал короля Франции сюзереном, но так и не смог смириться с потерей Артуа. Вступив в англо-фландрский союз, Рено получил от Ричарда I владения, которыми в своё время графы Булони владели в Англии, а также половину доходов от Данхема и Киркетона.
В 1197 году Ричард I возобновил войну в Нормандии, и Бодуэн Фландрский и Рено де Даммартен открыто перешли на его сторону. В июле армия Бодуэна, к которой присоединился и Рено, вторглась в Артуа, захватила ряд крепостей и осадила Аррас, столицу графства. В то же время Ричард I вторгся в Берри. В ответ Филипп II Август выступил к Аррасу, но Бодуэн показал себя хорошим полководцем. Не принимая боя, он отступил, заманив Филиппа в местность, изобиловавшую реками. Разрушив несколько мостов, Бодуэну удалось запереть армию короля в ловушку. В итоге Филипп был вынужден пойти на переговоры. В сентябре 1197 года Филипп, Ричард и Бодуэн встретились между Шато-Гайяром и Гайоном и договорились о перемирии до января 1199 года.
После заключения перемирия Рено был вынужден подчиниться королю Филиппу. Однако вскоре ситуация снова изменилась. В сентябре 1197 года умер император Священной Римской империи Генрих VI, после чего разгорелась борьба за императорскую корону между двумя претендентами — братом Генриха VI Филиппом Швабским и Оттоном Брауншвейгским, племянником Ричарда I. После того, как в 1198 году был убит Филипп Швабский, правителем Священной Римской империи был признан Оттон, что усилило позиции короля Англии.
В итоге французские сеньоры стали переходить на сторону Ричарда I, среди них Рено и его отец Обри III. В сентябре 1198 война во Франции возобновилась. Ричард вторгся в Вексен и разбил французскую армию под Жизором. В то же время войска Бодуэна Фландрского вступили в Артуа, где захватили Сент-Омер. В итоге Филипп снова был вынужден просить перемирия, которое было заключено до января 1199 года. В январе 1199 года папа Иннокентий III, стремившийся организовать новый крестовый поход, через посредничество своего легата добился продления перемирия ещё на пять лет.
Однако 6 апреля 1199 года погиб король Ричард I. Ему наследовал Иоанн Безземельный. К его двору прибыли французские сеньоры, имевшие фьефы во владениях английских королей. В числе их был и Рено, который 28 мая, на следующий день после коронации Иоанна, принёс ему оммаж за свои земли в Англии и Нормандии, а также заключил с новым королём договор.
Поскольку смерть Ричарда I освободила короля Франции от обязательств, Филипп II Август возобновил войну в Нормандии. Заинтересованный в союзниках, Иоанн Безземельный попытался привлечь Рено на свою сторону, предлагая ему выгодные условия союза. Но 20 сентября 1200 года в своём владении Лильебонн в Нормандии умер Обри III, и Рено должен был унаследовать графство Даммартен; однако для этого требовалось согласие короля. Поэтому пришлось выбирать между наследством и враждой с Филиппом II Августом. Рено предпочёл наследство.
Ценой графства Даммартен стала выплата в размере 3000 марок. Также Рено был вынужден обручить свою дочь Матильду с Филиппом, сыном Филиппа II Августа от третьего брака. Контракт о помолвке был заключён в августе 1201 года в Компьене. По его условиям к Филиппу отходила треть земель Рено и Иды, которыми они владели на момент заключения контракта. Также был оговорён порядок наследования в случае смерти Матильды, Филиппа, Рено и Иды.
Следуя призыву папы, многие французские сеньоры заявили о готовности отправиться в подготавливаемый Четвёртый крестовый поход. Среди принявших крест был граф Фландрии Бодуэн IX, объявивший об этом в первый день поста 1201 года. Одной из причин стало то, что Бодуэн опасался мстительности короля Филиппа II. Примеру Бодуэна решил последовать и Рено, который вместе с женой Идой также объявил о принятии креста. Для участия в походе он заключил мирный договор с графом Понтье. Однако, в отличие от графа Фландрии, Рено в Крестовый поход, начавшийся в 1204 году, так и не отправился. По мнению некоторых хронистов, его не устроила роль, отведённая ему в походе; также высказывались предположения о том, что Рено опасался оставлять свои владения.
В 1202 году разгорелся новый конфликт из-за Нормандии. Поводом послужил отказ Иоанна Безземельного принести оммаж Филиппу II Августу за французские владения. А после загадочной смерти в 1203 году герцога Бретани Артура, племянника короля Англии, Иоанн Безземельный был обвинён Филиппом II Августом в убийстве и приговорён советом пэров Франции к конфискации земельных владений. В этом конфликте Рено выступал на стороне короля Франции, что привело к конфискации Иоанном Безземельным его английских и нормандских владений.
В августе 1203 года Рено в составе французской армии осадил замок Шато-Гайар, но осада затянулась до февраля 1204 года. После взятия замка Рено принял участие в завоевании Нормандии, заодно вернув себе нормандские владения.

## Семья

### Брак и дети
1-я жена: с ? (развод до 1190) Мария де Шатильон (ум. 13 марта после 1241), дочь Ги II де Шатильона, сеньора де Шатильон-сюр-Марн, и Алисы де Дрё. Детей от этого брака не было. Позже Мария была замужем ещё дважды: за графом Вандома Жаном III и за Робертом де Вьепонтом, сеньором де Курвиль.
2-я жена: с апреля 1190 Ида Лотарингская (1160/1161 — 21 апреля 1216), графиня Булони с 1173, старшая дочь Матье Эльзасского и Марии Булонской, вдова Герхарда Гелдернского и герцога Бертольда IV Церингенского. Дети:
- Матильда де Даммартен (ум. между 9 октября 1261 и 8 февраля 1263), графиня Даммартена, Булони и Омаля с 1223; 1-й муж: с 1216 Филипп Юрпель (июль 1200 — 14 или 18 января 1234), граф де Клермон-ан-Бовези с 1224, граф Даммартена и Булони с 1210, граф Мортена и Омаля с 1223; 2-й муж: с 1235 (развод 1253) Афонсу III (5 мая 1210 — 16 февраля 1279), король Португалии[9]